# Shell sort
Shell Sort är en sorteringsalgoritm som uppfanns 1959 av Donald Shell. Algoritmen kan ses som en förbättring av andra enklare sorteringsalgoritmer, vanligtvis Insättningssortering. Det som gör att Shell Sort är effektivare än vanlig insättningssortering är att algoritmen tillåter jämförelse mellan två element som ligger långt ifrån varandra.

## Exempelkod
Två funktioner "swapItems" och "compare" antas finnas tillgängliga för ett indexerbart objekt för att kasta om respektive göra jämförelser mellan objektets element.
```
void

shellSort
(
int
          
itemSize
,

          
swapFuncType
 
swapItems
,

          
compFuncType
 
compare
)

{

    
itemSize
--
;

    
int
 
offset
 
=
 
itemSize
 
/
 
2
;

    
while
 
(
offset
 
>
 
0
)
 
{

        
bool
 
done
 
=
 
false
;

        
int
 
limit
 
=
 
itemSize
 
-
 
offset
;

        
while
 
(
done
 
==
 
false
)
 
{

            
int
 
swap
 
=
 
0
;

            
done
 
=
 
true
;

            
for
 
(
int
 
i
 
=
 
0
;
 
i
 
<=
 
limit
;
 
i
++
)
 
{

                
if
 
(
compare
(
i
,
 
i
 
+
 
offset
))
 
{

                    
swapItems
(
i
,
 
i
 
+
 
offset
);

                    
swap
 
=
 
i
;

                    
done
 
=
 
false
;

                
}

            
}

            
limit
 
=
 
swap
 
-
 
offset
;

        
}

        
offset
 
=
 
offset
 
/
 
2
;

    
}

}

```